# Shenzhou 18
Shenzhou 18 (chinois simplifié : 神舟十八号 ; pinyin : Shénzhōu Shíbā-hào ; litt. « Vaisseau divin 18 ») est la treizième mission spatiale habitée chinoise et la septième à destination de la Station spatiale chinoise (SSC). Le lancement de l'équipage de trois personnes avec un lanceur Longue Marche 2F a lieu le 25 avril 2024 depuis la base de lancement de Jiuquan.

## Contexte
Shenzhou 18 est le septième vol spatial de longue durée vers la station spatiale Tiangong et doit durer environ six mois.

## Équipage
- Commandant : Ye Guangfu (2),  Chine
- Opérateur : Li Cong (1),  Chine
- Spécialiste de charge utile : Li Guangsu (1),  Chine

Le chiffre entre parenthèses indique le nombre de vols spatiaux effectués par l'astronaute, Shenzhou 18 inclus.

## Déroulement de la mission
L'équipage du Shenzhou 18 révélé le 24 avril 2024, soit la veille du départ, fixé au 25 avril.
Le retour sur terre a été difficile mais l’équipage serait revenu sur terre sain et sauf. 
« Watch: Chinese spacecraft makes fiery re-entry into Earth, breaks apart »